# Capaci
Capaci település Olaszországban, Szicília régióban, Palermo megyében. Lakosainak száma 11 339 fő (2023. január 1.). Capaci Isola delle Femmine, Carini és Torretta községekkel határos.

## Népesség
A település népességének változása:
| Lakosok száma | 11 482 | 11 549 | 11 339 |
|               | 2017   | 2018   | 2023   |